# Totila

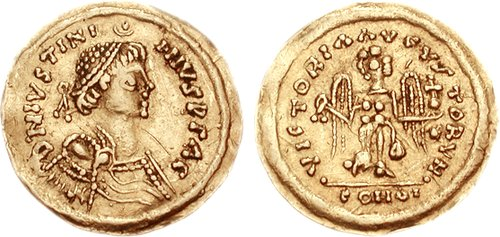
Un tremissis de oro a nombre de Justiniano I, acuñado por Totila.

Totila (Treviso, Véneto, 516-Taginae, Perugia, 1 de julio de 552), conocido también con el nombre de Baduila, fue rey de los ostrogodos de 542 a 552 tras la muerte de su tío Hildibaldo y el asesinato de Erarico.

## Biografía

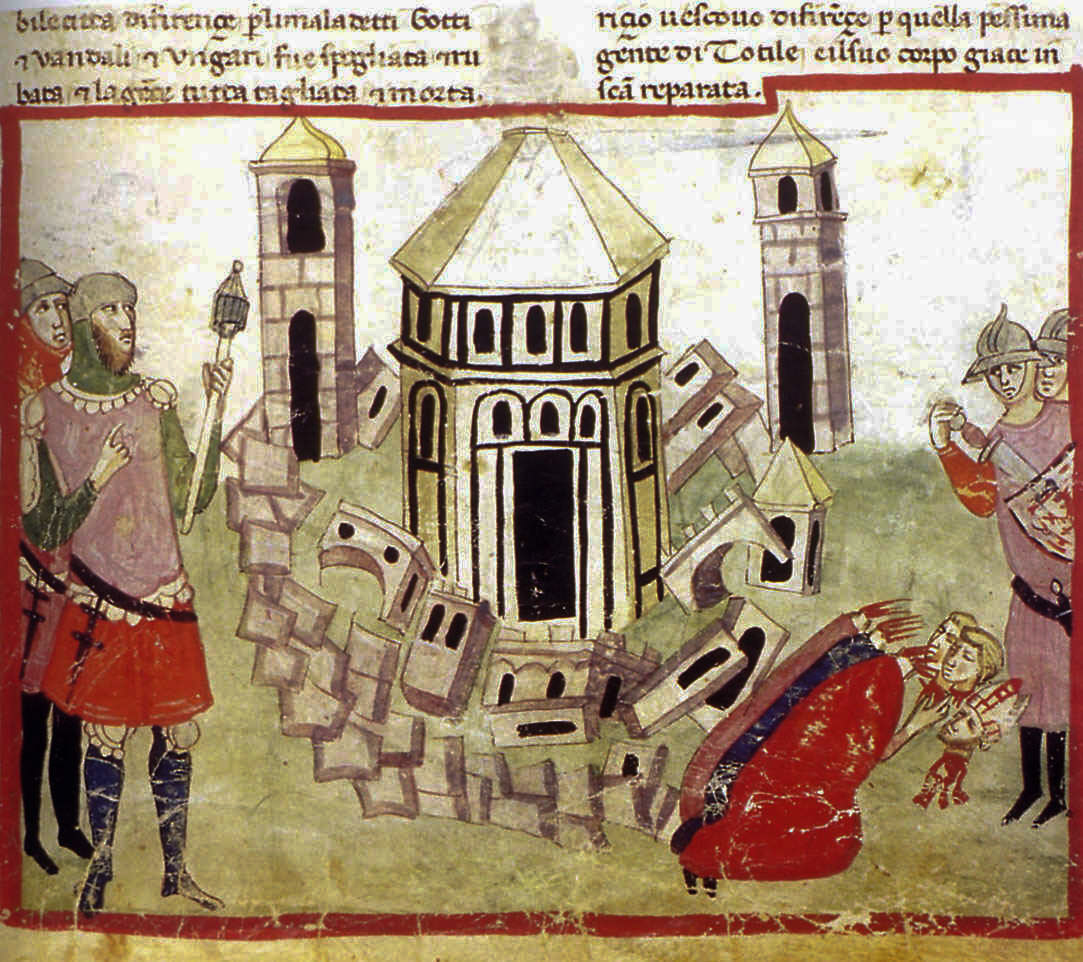
Totila destruyendo las murallas de Florencia.

Después de los conflictos con el general bizantino Belisario y la consiguiente captura de Vitiges en el 540, los ostrogodos perdieron el control de la mayor parte de Italia y pasaron a tener un Estado al norte del río Po. Totila era el comandante de la tropa ostrogoda de Treviso y probablemente fue nombrado rey a mediados del año 542.
Su objetivo fue el de oponerse a la política del emperador bizantino Justiniano I, que dominaba Italia. Totila tuvo inicialmente mucho éxito, aprovechándose de que las tropas de Justiniano I estaban empeñadas desde el año 540 en una guerra contra los sasánidas de Persia. Consiguió notables éxitos en el campo de batalla asediando y saqueando Alatri en el 543, reclutando campesinos para reforzar el ejército. Logró conquistar la ciudad de Roma en dos ocasiones, a finales del 546 y a principios del 550), aunque no consiguiera mantenerla por mucho tiempo.
La primera vez que Totila asedió Roma fue en el año 544. El 17 de diciembre de 546, los guardianes se aliaron con el ejército ostrogodo y abrieron las puertas de la ciudad, consintiendo la invasión. Roma fue tomada, sus muros destruidos y sus habitantes perseguidos.
En la primavera del 547, Belisario consiguió liberarla, y el segundo asedio de Totila en mayo del mismo año no tuvo éxito. En el otoño del 549, Totila asedió Roma por tercera vez y logró conquistarla gracias a una nueva traición de los guardianes que abrieron las puertas a su ejército. La ciudad tuvo pocos supervivientes y el Senado romano se transfirió casi por completo a Bizancio.
Después de la segunda conquista de Roma, Totila hizo una campaña de propaganda, en la cual puso en enfrentamiento el estilo de vida de los ostrogodos en el tiempo de Teodorico el Grande, con los años de sufrimiento, de la guerra y de la política fiscal de Justiniano I. Tuvo menos éxito con la política exterior, ya que no consiguió hacer una alianza con los francos.
En el 551, Justiniano I entregó el mando del ejército bizantino al general Narsés, y lo mandó liberar Italia. Sus tropas entraron en Italia por el norte a través de los Balcanes, evitando las líneas defensivas ostrogodas. Totila entonces abandonó Roma, llevando consigo 300 jóvenes rehenes escogidos entre las familias más importantes de la ciudad.
El 30 de junio o el 1 de julio del 552, el ejército ostrogodo fue derrotado en Umbría bajo las flechas de los arqueros del ejército de Narsés, en la batalla de Tagina. Totila murió en la batalla o durante la fuga, y los ostrogodos se reunieron bajo su último rey en Italia, Teya, este mató los 300 jóvenes rehenes de Totila, y el mismo fin tuvieron todos los prisioneros y las familias senatoriales. Sin embargo, debido a la pérdida de la mayor parte de la caballería, que no pudo ofrecer una resistencia adecuada, el sueño de los ostrogodos de un reino en Italia llegó a su fin.